# 斎藤誠 (競馬)
斎藤 誠（さいとう まこと、1971年4月7日 - ）は、日本中央競馬会の美浦トレーニングセンターに所属している調教師。
戸籍上の表記は旧字体が含まれた「齋藤」だが、JRAでは旧字体等での登録が認められていない為、新字体の「斎藤」に修正して登録している。
長男はJRA騎手の斎藤新。かつて高崎競馬場に所属していた元騎手、調教師の斎藤誠は同姓同名の別人。

## 来歴
騎手になりたかったが不合格であった。牧場に勤務後、1993年1月にJRA競馬学校厩務員課程に入学する。卒業後の7月から美浦・前田禎厩舎所属の調教厩務員となる。
1997年6月から調教助手に転身。2005年10月、前田の死去にともない所属厩舎が解散し、一時的に美浦・相沢郁厩舎所属となる。2006年1月から美浦・清水英克厩舎所属となる。
2006年2月に調教師免許を取得し、同年6月1日付で厩舎を14馬房で開業。水野貴広厩舎と同期開業となった。6月17日に管理馬が初出走し、ワンダーブレベストが4着となり、7月16日に新潟競馬場で行われた糸魚川特別をシルクダッシュが制し、のべ13頭目の出走で初勝利を挙げた。11月21日に浦和競馬場で行われたマルチサンド特別にワンダーデビルが出走して7着となり、地方競馬への管理馬初出走となった。
2007年1月14日に京成杯をサンツェッペリンが制し、重賞初勝利を挙げた。2月15日に浦和競馬場で行われたツインマッチ特別をマジカルビューティが制し、地方初勝利を挙げた。12月9日にゴスホークケンが第59回朝日杯フューチュリティステークスを制し、JpnI初勝利を挙げた。
2011年1月22日、中山5Rで、マイネクイーンが1着となり、現役168人目となるJRA通算100勝を達成した。
2014年5月25日のオークスをヌーヴォレコルトでクラシック初制覇を果たした。
2015年7月19日、福島8Rで、スカイキューティーが1着となり、現役103人目となるJRA通算200勝を達成した。
2018年11月10日、東京3Rで管理するシャドウディーヴァが1着となり、現役65人目となるJRA通算300勝を3712戦目で達成した。
2022年1月22日、中山4R･3歳新馬で管理するジョイスが1着となり、現役45人目となるJRA通算400勝を初出走から通算4873戦目で達成した。
2024年8月10日、新潟2R･３歳未勝利でクールソルが1着となり、現役26人目となるJRA通算500勝を5858戦目で達成した。

## 家族
長男の斎藤新は騎手を志し、2013年に東京競馬場で行われた第5回全国ポニー競馬選手権「ジョッキーベイビーズ」で優勝。2016年に競馬学校騎手課程に35期生として入学し、2019年2月に卒業。同年3月に騎手デビューを果たした。ただし、長男の所属は斎藤の在籍している美浦ではなく栗東トレーニングセンターの安田隆行厩舎となる。

## 調教師成績
|            | 日付          | 競馬場・開催  | 競走名     | 馬名               | 頭数 | 人気 | 着順 |
| ---------- | ------------- | ------------- | ---------- | ------------------ | ---- | ---- | ---- |
| 初出走     | 2006年6月17日 | 2回福島1日1R  | 3歳未勝利  | ワンダーブレベスト | 16頭 | 6    | 4着  |
| 初勝利     | 2006年7月16日 | 2回新潟2日9R  | 糸魚川特別 | シルクダッシュ     | 13頭 | 1    | 1着  |
| 重賞初出走 | 2006年9月3日  | 3回新潟8日11R | 新潟2歳S   | マイネルハーバード | 18頭 | 6    | 17着 |
| 重賞初勝利 | 2007年1月14日 | 1回中山5日11R | 京成杯     | サンツェッペリン   | 12頭 | 3    | 1着  |
| GI初出走   | 2007年4月15日 | 3回中山8日11R | 皐月賞     | サンツェッペリン   | 18頭 | 15   | 2着  |
| GI初勝利   | 2007年12月9日 | 5回中山4日11R | 朝日杯FS   | ゴスホークケン     | 16頭 | 3    | 1着  |

## 主な管理馬
※括弧内は当該馬の優勝重賞競走、太字はGI級競走。
- サンツェッペリン（2007年京成杯）[12]
- ゴスホークケン（2007年朝日杯フューチュリティステークス）[13]
- クリスマス（2013年函館2歳ステークス）[14]
- ヌーヴォレコルト（2014年優駿牝馬、ローズステークス、2015年中山記念、2016年レッドカーペットハンデキャップ）[15]
- エスメラルディーナ（2014年関東オークス、2015年トゥクソムカップ）[16]
- フラアンジェリコ（2015年京成杯オータムハンデキャップ）[17]
- ストーミーシー （種牡馬：2016年ニュージーランドトロフィー2着）
- トーキングドラム （2017年阪急杯）
- ミッシングリンク （2018年TCK女王盃）
- マドラスチェック （2020年TCK女王盃）
- シャドウディーヴァ （2021年府中牝馬ステークス）
- フルデプスリーダー （2022年エルムステークス）[18]
- ブライアンセンス （2025年マーチステークス）

## 主な厩舎所属者
※太字は門下生。括弧内は厩舎所属期間と所属中の職分。
- 鈴木勝久（2006年-現在 調教助手）
- 伊藤直人（2007年-2011年 騎手）
- 国枝純（2008年 調教厩務員）
- 柴田未崎（2011年-2014年 調教助手→騎手）